# Gerd Kische
Gerd Kische (n. 23 octombrie 1951, Teterow, Republica Democrată Germană, Germania) este un fotbalist german, medaliat olimpic. A participat la o ediție a Jocurilor Olimpice (1976) în care a câștigat o medalie de aur.